# Håkan Lundström
Håkan Lundström, född 1950, är en tidigare svensk fotbollsspelare som spelat Allsvenskan med tre olika lag.
Håkan Lundström debuterade som 17-åring i Myckle IK som högerback 1968. Spelade vidare med Skellefteå AIK 1971-74 gick vidare till GIF Sundsvall som för andra gången tog steget upp i Allsvenskan. Han övergick senare till BK Derby som just tagit steget upp i Allsvenskan och därefter från 1979 till IFK Norrköping. 1984 flyttade han tillbaka till Skellefteå som tagit steget upp i division två som då var landets näst högsta serie. Lundström spelade fyra säsonger innan han varvade ner som spelande tränare i div 5-laget Clemensnäs IF under tre säsonger.
Sedan 2015 spelar han återigen i Myckle IK - dock i ungdomslaget.